# Lübeck Air
Uzasadnienie: dyskusja
Lübeck Air – niemiecka wirtualna linia lotnicza założona w 2016 roku z siedzibą i bazą w Porcie Lotniczym Lübeck-Blankensee. Wszystkie samoloty Lübeck Air są obsługiwane i należą do duńskiej czarterowej linii lotniczej Air Alsie, dlatego linia lotnicza nie posiada certyfikatu przewoźnika lotniczego (AOC) i używa kodu linii IATA 6I należącego do Air Alsie.

## Flota
| Producent | Model     | Liczba | Międzynarodowy kod samolotowy | Uwagi               |
| --------- | --------- | ------ | ----------------------------- | ------------------- |
| Dassault  | Falcon 7X | 1      | D-ACFL                        | Należy do Air Alsie |
| ATR       | 72-500    | 1      | D-ALBC                        | Należy do Air Alsie |

## Porty docelowe[4]
| Miasto               | IATA | Uwagi    |
| -------------------- | ---- | -------- |
| Monachium            | MUC  |          |
| Stuttgart            | STR  |          |
| Bastia               | BIA  | sezonowe |
| Berno-Belp           | BRN  | sezonowe |
| Bergen               | BGO  | sezonowe |
| Ibiza                | IBZ  | sezonowe |
| Jerez de la Frontera | XRY  | sezonowe |
| Jersey               | JER  | sezonowe |
| Menorka              | MAH  | sezonowe |
| Olbia                | OLB  | sezonowe |
| Reykjavik–Keflavík   | KEF  | sezonowe |
| Salzburg             | SZG  | sezonowe |
| Visby                | VBY  | sezonowe |
| Zadar                | ZAD  | sezonowe |